# 万里小路冬房
万里小路 冬房（までのこうじ ふゆふさ）は、室町時代中期の公卿。内大臣・万里小路時房の子。官位は従一位・准大臣。万里小路家8代当主。
幼年より仏教への帰依が深く、応仁の乱を機に出家して、最期は補陀落渡海を遂げた。

## 経歴
万里小路時房の子として誕生。初名は成房。
永享年間に叙爵された後、右兵衛佐･弁官･五位蔵人を歴任。文安6年（1449年）3月蔵人頭を兼ね、宝徳2年（1450年）4月参議に任じられて公卿となる。同3年（1451年）従三位・権中納言に叙任され、武家伝奏を兼務。享徳元年（1452年）8月正三位、康正元年（1455年）8月従二位に進む。長禄2年（1458年）大宰権帥を兼ね、権大納言に任じられたが、寛正5年（1464年）1月に辞退。翌年（1465年）1月正二位に叙され、12月後土御門天皇即位礼の伝奏を務めた。
応仁元年（1467年）9月准大臣宣下を蒙り、従一位に叙されるも、10月後花園上皇の落飾に殉じて出家。法名を弘房（浄土宗）または弘円（真言宗）と号した。予てから勅許を得て東寺に入壇していて、応仁の乱で在所を焼かれた際は比叡山北谷に隠棲したという。出家後の足取りは不明だが、何の因果か「菩提心」を発して、文明7年（1475年）11月22日紀伊国熊野浦から補陀落渡海に出航した。享年53。
万里小路家では冬房の出家に先立ち、甘露寺家から春房を迎えていたが、文明3年（1471年）に突如出奔したため、改めて勧修寺家から賢房を養子に迎えて存続させている。

## 系譜
- 父：万里小路時房（1394-1457）
- 母：不詳
- 兄弟姉妹：玄周、慈俊、算子（慈照）、中権
- 室：広橋宣光女
  - 女子：万里小路命子（瑞林院、1453-1488） - 足利義尚妾
- 養子
  - 男子：万里小路春房（江南院龍霄、1449-1509） - 甘露寺親長の子
  - 男子：万里小路賢房（1466-1507） - 勧修寺教秀の三男。従三位・参議、右大弁。吉徳門院の父